# اشچینیتک، گمینا میچو
اشچینیتک، گمینا میچو (به لاتین: Trzciniec, Gmina Michów) یک منطقهٔ مسکونی در لهستان است که در Gmina Michów واقع شده‌است.